# キャッシュレジスター

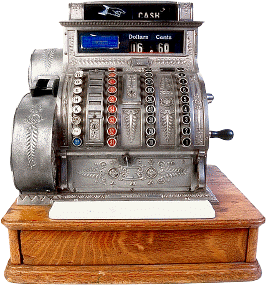
アンティーク・キャッシュレジスタ

キャッシュレジスター（英: cash register）は、主に商店において、商品の販売額を計算、記録する機器。日本語では「金銭登録機」、日常用語の略称としては「レジ」と呼ばれる。
本体とともに、現金（売上金やお釣り、金券やクーポン券などその他の有価証券など）を保管するドロワーと呼ばれる引き出しが対をなすドロア一体型と、それではないドロア分離型が存在する。
1879年にジェームズ・リッティが発明した。

## 機能

### 基本機能
商品の売上金額を打鍵すると、その記録としてジャーナルを印字し、内部の計算機にその金額を記録し、一定期間の売上金額を集計して印字する。ジャーナルとは、レジの会計データを印字したもので、レシートと同じ内容が記載される。また、任意の期間で売上をゼロリセットする機能や、マイナス登録する機能を持つ。
レジ用語の「登録」は、文字通り売上（返品）記録をレジスターに「登録」することに由来する。

### 付加機能
時代とともに、次のような機能が付加されていった。
顧客向け売上明細書発行機能
売上明細書（レシート）を発行するために幅の細長い専用のロール紙（レジペーパー、レジシート）を用いる。
複数商品登録機能
レジスター内部に、一日の売上集計用と、1件の取引集計用の2つの計算機を持つことで、複数の商品が購入された場合に、レジスターで取引1件ごとの合計金額を、総売上金額と同時に計算する機能。
部門管理機能
レジスター内部に、さらに複数の計算機を内蔵することで、商品をグループ分けし、どのグループの商品がどれぐらい売れたのかを集計し、レポートを印字できる機能。
単品管理機能
部門管理機能を更に強化し、商品毎の売上を集計し、レポート出力できる機能。さらに、商品ごとにあらかじめ単価をレジスターに登録し、商品番号を入力するだけで商品の金額が表示される機能も併せ持つ。
釣銭計算機能
釣銭計算用の計算機を内蔵し、預かり額を打鍵すると釣銭額が計算され、レシートや取引記録にも印字される機能。釣銭の計算間違いなどによるトラブルを軽減した。
自動釣銭機能
釣銭額を計算するのみならず、釣銭機が投入金額を数えてから自動的に出してくるもの。計算間違いやレジの不正をなくす効果はあるが、人手よりも遅いことが多く、スキルの高い従業員の向上心を削ぐとして批判もある 。
割増・割引機能
単品ごと、または合計金額から一定の割合で割増・割引を計算する機能。消費税導入初期ではこの機能を使って消費税を算出できた。
現在は消費税を自動計算し、さらに税額を印字、レポートできる機種が標準である。
過去にはマクドナルドでの注文メニューが自動的に一番安い価格に再構成される機能（現在はこの機能はなく、客の注文通りの価格で決済される）もこの一種であると思われる。
ネットワーク機能
スーパーなど、複数のレジスターを設置する場合、1台の親機に複数の子機を接続できる機能。通常、各レジスター毎の売上や、単品管理の単価をすべて親機で管理できる。
POS機能
単品管理機能と、ネットワーク機能を活用することにより、商品単価の変更や、単品ごとの売上をリアルタイムで把握できるようになった。POS（Point Of Salesの略で販売時点管理システムのこと）と呼ばれ、店舗の営業戦略に積極的に利用されるようになった。 2025年に実施された調査では、POSレジ導入店舗の45.2%が顧客満足度の向上を導入効果に挙げ、22.6%がリピート客の増加（顧客管理強化）を挙げている。また、予約管理を含む業務効率化やシステムの使いやすさ向上を導入効果とする回答もそれぞれ12.9%みられた。なお、一部（6.5%）は導入効果がまだ「未確定」であると回答している。
クレジットカード、電子マネー処理機能
クレジットカードや電子マネーの処理装置（→信用照会端末）をレジに内蔵しているものもある。決済金額は商品小計金額の内金の範囲内であるため入力ミスがない、クレジットカードや電子マネーの売上履歴がレジの集計レポートに自動的に反映される、クレジットの信用照会通信にストアコンピュータと同じ専用線を用いておりレスポンスが早いなどのメリットがある。また、レジに決済機能を内蔵せず、外付けした信用照会端末（CAT）をレジ操作と連動させて、金額の入力ミスを抑制させた形態のパッケージもある。
顧客管理機能
顧客にカードを配布し、その内容を読み取り、店舗の客層や客層ごとの売上を集計レポートする機能。付随して、販売額に応じてポイントを進呈し、一定ポイントがたまると商品と引き換えできるなどのポイントカードシステムにも発展する。
電子ジャーナル機能
売上記録を紙でなく、MOディスクなどの電子媒体に記録する機能。保管場所や紙資源の節約になる。商法の改正により可能になった。
担当者記録機能
レジ担当者名または担当者番号または記号を記録・印字する機能。担当者別の取引集計機能を備えたものもある。
レシート・ジャーナルの印字内容の充実
金額だけの印字から、店名スタンプ自動印字機能、カタカナによる印字機能、さらに漢字による印字機能へと向上した。
レシートオートカット
レシートを手で破り切らなくても、取引ごとにレジスター内蔵のカッターで自動的に切りとられる機能。登場当初は発行されたレシートが散乱する機種もあったが、現在はわざと隅を切り残して散乱を防ぐ（端でつながる）「パーシャルカット」方式が主流である。
認証印字機能
ジャーナル・レシートとは別に、伝票に認証印字ができる機能。
コンピュータ取込用登録データ記録機能
集計分析を容易にするため、ジャーナルとは別に、コンピュータが読み取れる形式でデータを記録する機能。パンチテープ、データ記録用カセットテープなどから、現在はSDメモリーカードなどの半導体メモリーに進化している。また、NCRは機械式レジスタに、コンピュータに接続された装置で直接読み取れるフォントを開発し、ジャーナルに採用した機種もある。

### レジ本来の目的とは異なる付加機能
領収書発行機能
代金支払い時には通常、レジ本体からレシートが発行されるが、法人購入などで領収書を求められる場合があり、手書きの領収書を書く手間を省くため、商法の領収書要件を満たした領収書を自動的に発行する機能。店舗によっては、一定金額以上の領収書に義務づけられている印紙税相当の収入印紙を貼りつける代わりに、印紙税申告納付承認済みの旨を印字し、印紙の貼りつけを省略している。
広告表示印字機能
レシートや顧客用ディスプレイに広告を表示したり印字したりする機能。
出勤退勤管理機能
従業員の勤怠を管理するタイムレコーダー機能を備えたもの。特別画面を呼び出し、当人が自分のID番号を入力して出勤、休憩入り・休憩上がり、退勤の各種別に割り当てられたボタンを押すと登録される。
顧客との対話機能
酒類、たばこなどの販売時の成人確認、集金や金券販売の最終確認を客側に向けられたタッチパネルで行う機能。

## 技術の進化
駆動部
ハンドル操作などの手動式から電気モーターと機械式計算機を組み合わせた電動式、半導体計算機を使った電子式に進化した。パソコンやタブレット端末など汎用的なコンピュータを内部の制御に使ったものもあり、WindowsやiOSなどのOSを搭載したにレジソフトを搭載した機種も、POSシステム用に多用されている。
印字部
長らく活字によるものから、ドットインパクト方式のプリンタを搭載し、部門名や商品名、案内を英数字とカタカナで印字できるようになり、感熱紙を用いたサーマルラインプリンタに進化した。サーマルラインプリンタは日本における漢字など複雑な文字を使用する国で多用されるが、英語を使用するアメリカ合衆国など、今でもドットインパクト式プリンターが多用されている国もある。
表示部
当初はジャーナル印字が表示を兼ねていた。その後、機械式の表示器が備えられたものが登場し、電子レジスターではニキシー管式、7デジットデジタル表示式（プラズマ式、光電管式、液晶式など多種多様）に進化した。カタカナ・漢字が表示できるものもあり、液晶ディスプレイを搭載する機種もある。顧客側から金額が確認できる表示器を搭載したものもある。電子式では、自由に角度が調整できる表示器が搭載されたものが多い。電子式では、部門コードや割引操作など操作者の表示器にはキー・オペレーションに応じて表示されるが、顧客側の表示器は表示桁を必要最小限に絞っており、店内で内部的に使うコード等は表示されず、会計の明解さと情報漏洩防止対策とがなされている。

## 小売店での配置構成

### レジカウンター
スーパーマーケットや量販店など、レジスターが何台か集中設置されている場所（カウンター）を、レジカウンターと呼ぶ。

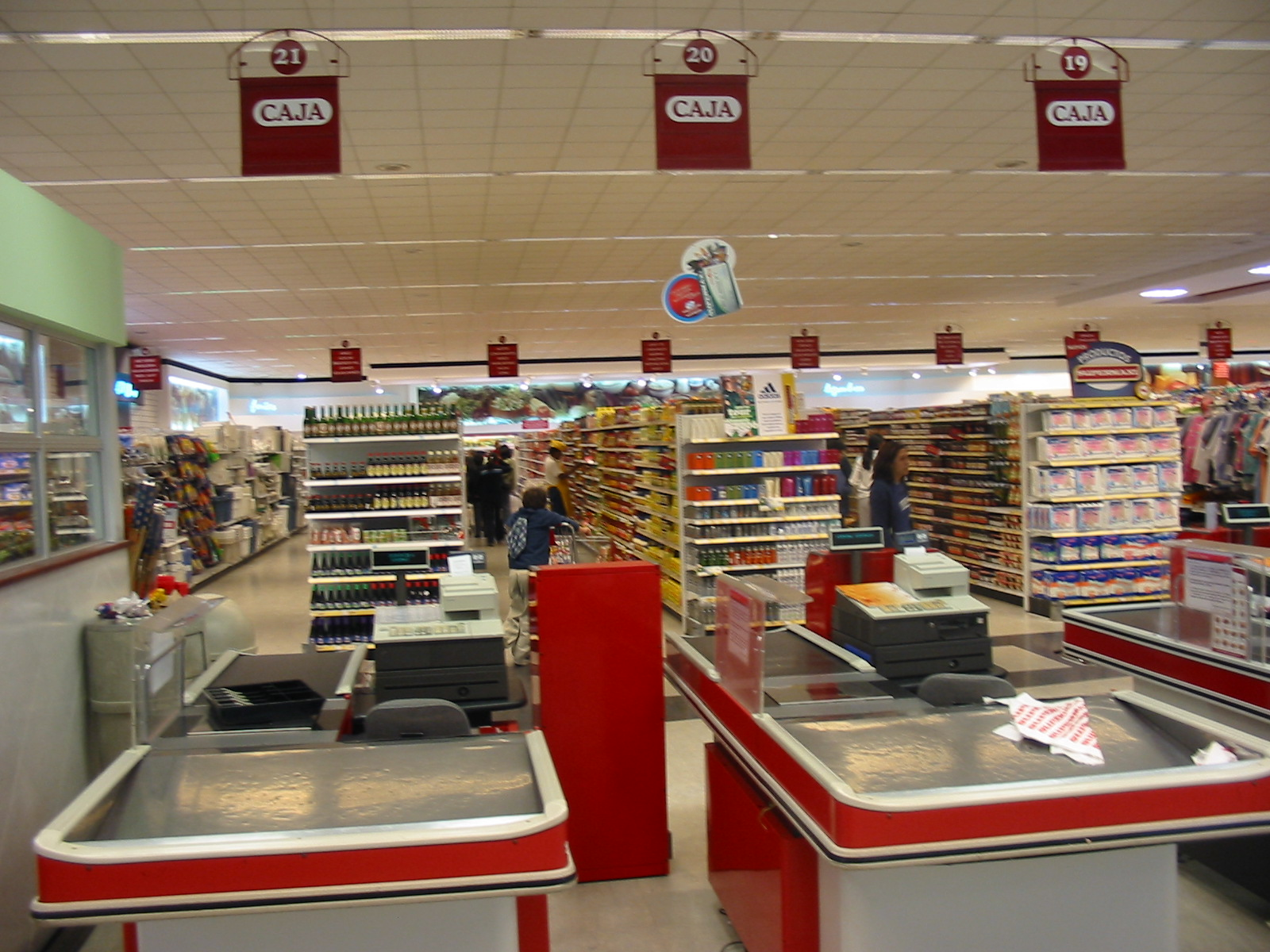
レジカウンター
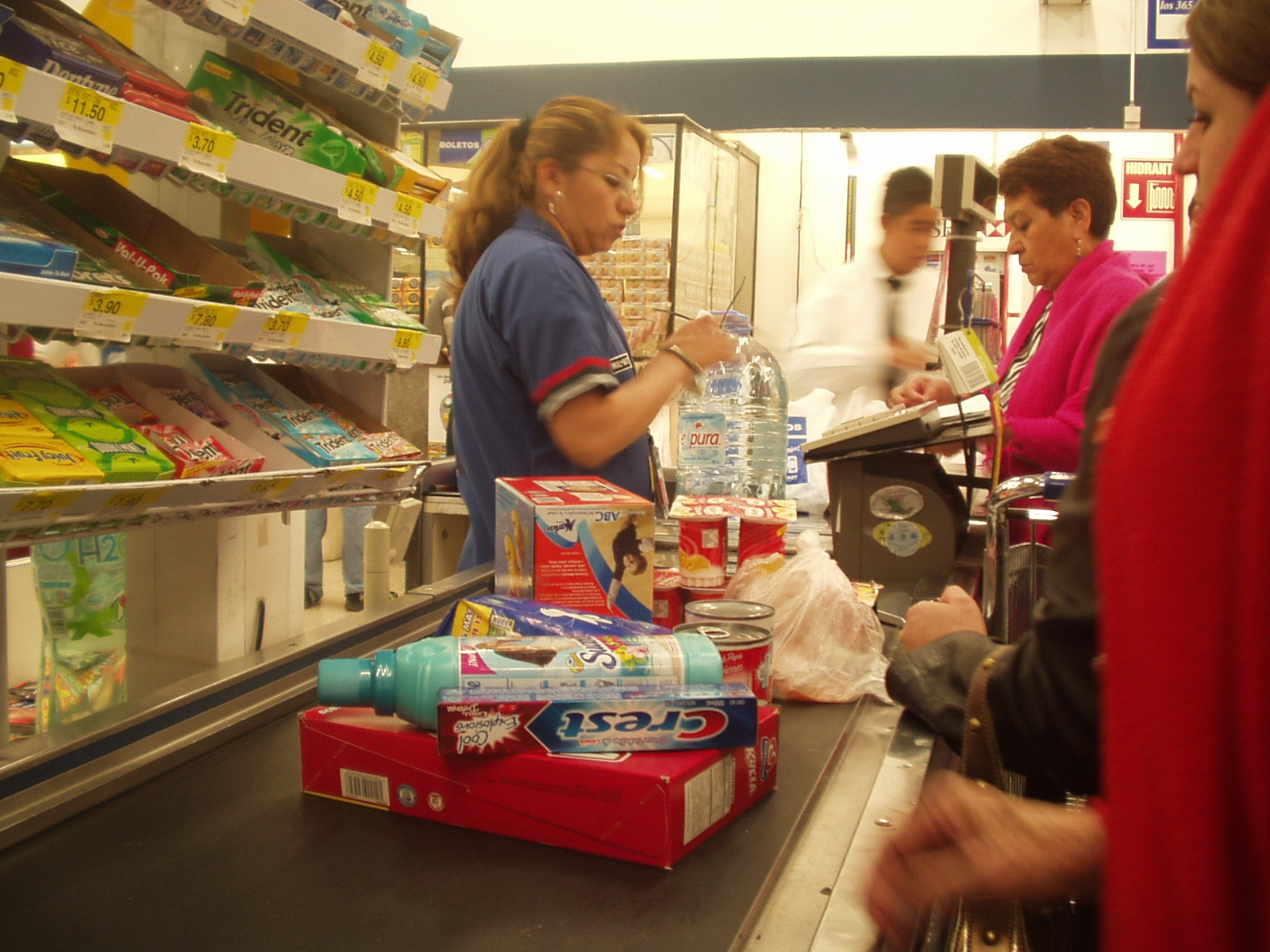
レジ横商品

### サッカー台
精算後の商品を袋詰めするための台をサッカー台という。

## レジ横商品
レジ周辺は会計を待つ客が停滞する時間が長いため、手に取りやすい商品を配置する重要な場となっており、レジ横に陳列する商品をレジ横商品という。
2020年9月26日、カリフォルニア州のバークレー市議会は、健康的な食生活の推進を目的として、レジ横でジャンクフードを販売することを禁止する条例案を可決した。

## 業種に応じたキャッシュレジスター
業種に応じた特殊なキャッシュレジスターが導入される例がある。
ハンディレジスター
小型端末にレジスターの機能を搭載したもの。ブティックなどで、店員がレジと客との間を何回も往復することがなくなる。また、車内販売やライブ・イベント物販での導入例もある。
レストラン向けレジ
シートキーを採用し、メニュー名の書かれたシートキーを押すと、ワンタッチで商品名や価格が登録される。
発展形として、あらかじめテーブル番号や伝票番号ごとに、注文された商品を登録しておくと、会計時にテーブル番号や伝票番号を入力するだけで合計が計算できるレジスターもあり、さらにオーダリングシステムと連動し、レジへの商品登録が自動的に行われるものもある。
医療機関向けレジスター
診療報酬点数と健康保険種別の打鍵で診察料が計算できるレジスター。法律の改正により、診療報酬の明細を記載した領収書の発行が医療機関に義務づけられたため、これら明細をレシートとして発行できるレジスターも発売されている。なおレセプトコンピュータを導入する病院・診療所も多いが、金銭収受登録機として汎用レジスターを併用している病院・診療所もある。
時間料金計算機能付きレジ
駐車場、ネットカフェなど、時間制料金施設向けのレジスター。利用開始時間などを入力すると、利用時間と利用時間帯や条件（駐車場なら車種、ネットカフェならブース種類など）を元に料金を自動計算する。利用開始時間を記した受付券を発行する機能もある。駐車場向けには、磁気ストライプ入り駐車券を読み取り、入庫時刻を入力しなくても料金計算できる機種もある。日本国内における駐車場向けレジ市場では、駐車場管理システム大手のアマノ（過去には製品名「タイムレジ」を使用していた）や三菱プレシジョンのシェアが高い。
その他
食券などチケット発行機能を持つレジスター
駅精算券発行機 レジスター型の端末だが、ドロワーがないなどの特徴がある。レシート型の精算券を発行できる。神鋼電機（現・シンフォニアテクノロジー）が専用機を発売していたが、汎用型レジスターを使用している駅もある。

## レジ業務の省力化

### 過去のレジ業務
1973年、チェーンストア労組中立会議、一般同盟などの主要スーパーマーケットの労働組合代表らが、レジ係の待遇改善を含めた統一要求をまとめて労働省に陳情を行った。当時は、全国に2万人以上いると推定されるレジ係の大半が、キーを押すのに力がいる外国製のレジスターを4、5時間も打ち続ける環境にあり、腱鞘炎を発症するケースも出ていた。このことから、当時の労働省が定めたキーパンチャーの保護策に準じた待遇を要求した。

### セルフレジ

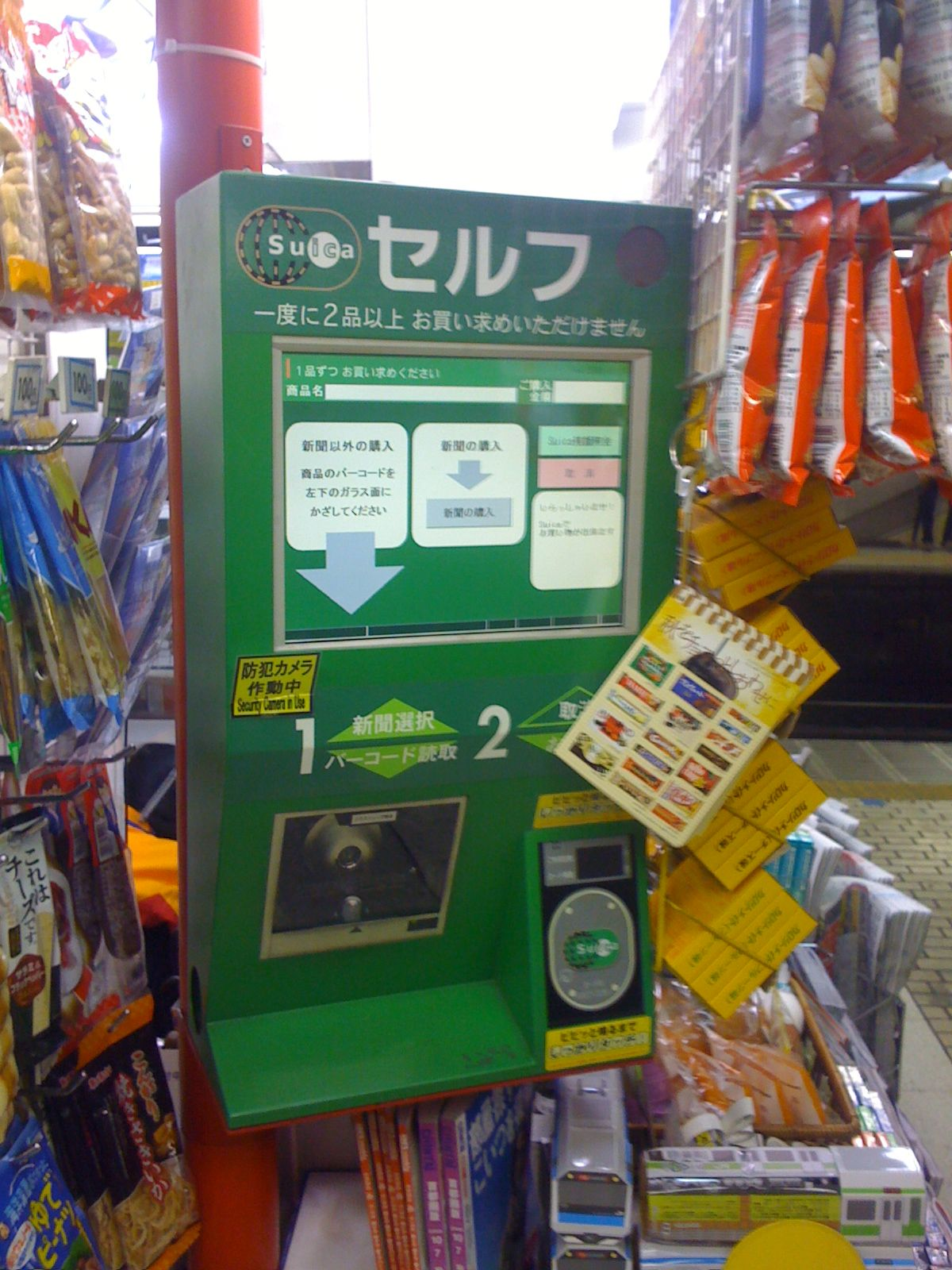
Suica対応キヨスク（2009年）

スーパーやコンビニなどで、客自身が商品を登録し、精算処理を行うレジスター。セルフチェックアウトシステムともいう。スーパー向けには、東芝テック「セルフレジ」や日本NCR「セルフチェックアウトシステム」などの商品名で販売されている。これらフルセルフレジに対して、2013年頃からはセミセルフレジの導入が増加傾向にある。セミセルフレジでは、商品登録（スキャン）はチェッカー（レジ係）が行い、その後客が近接の自動精算機で支払うことで、現金管理の手間や精算する時間を抑えられる。

#### 事例
セルフ式ガソリンスタンドで客が操作する精算機器も一種のセルフレジといえる。レンタルビデオ店のTSUTAYAやゲオでは、DVDやCD・コミックのレンタルを顧客自身で手続きできるセルフレジを導入している。
一部の図書館では、図書の貸出手続きを利用者自身の手で行うセルフ貸出機（自動貸出機）を設置し、図書館職員の業務省力化を図っている（金銭のやり取りはない）。
食器のICタグを読み取り、お盆ごとセンサーに乗せるだけで合計金額が算出される食堂向けセルフレジもある。社員食堂などでは決済に電子マネーやプリペイドカードなどを使い、完全にセルフ化しているものも少なくない。一部の割引きが計算されないなどの制限がある。
2019年4月11日ミニストップは、2020年2月末までに全国の約2,200の店舗すべてにセルフレジを導入することを明らかにした。ローソンは2019年9月末までに、セブン-イレブンも2019年内に全店に導入する計画を発表。ファミリーマートも2020年2月末までに新たに4,000台を導入する計画である。
スマホやタブレットを使った売場移動型セルフレジシステムがイオン（レジゴー）や平和堂など（ピピットセルフ）で採用されている。スキャン時に価格を表示し、合計金額を確認しながら買い物できる。会計の時に専用の二次元バーコードを読み取るか、画面に表示されたバーコードを精算機に読み取らせて、会計する。会計が済んだか確認するシステムが搭載されている店舗もある。

#### 万引き被害
セルフレジを悪用した万引き被害が、各地のスーパーやコンビニで多発している。2022年にはセルフレジで万引きを繰り返していた60代の男性教員が懲戒免職となる事件も発生した。セルフレジの導入による「人の目」の少なさが逆手に取られた形で、商品のバーコードを手で覆い、レジを通したふりをしてエコバッグに入れたり、カートの下に高価な商品を置いて精算せずに出たり、モヤシのバーコードを読み取らせて高価な別の商品をバッグに入れる「もやしパス」などの手口が見られ、店舗側はレジに客の手元を映すカメラを設置するなど対応に追われている。
アメリカ合衆国のウォルマートでは、セルフレジは万引きの増加につながるとして、一部店舗で廃止に踏み切った。

### レジ精算を廃止したシステム
アメリカ合衆国のAmazon.comは、2016年にレジ精算不要のコンビニエンスストア「Amazon Go」を発表した。 Amazon Goには、チェックインとチェックアウトレーンがあり、客はスマートフォンに入れた専用アプリのQRコードをチェックインレーンで認識させ入店し、チェックアウトレーンから出ると自動精算される。Amazon Goは、従業員限定で店舗の試験営業をしたのち、2018年1月にワシントン州シアトルにある本社ビルの1階で正式オープンした。
ローソンはレジを通らずスマートフォンで決済が完了する「ローソンスマホレジ」を2019年9月末までに1,000店に拡大する計画である。
店員が立ち会わないセルフレジや、レジ精算不要なシステムは「無人レジ」と総称されることもある。

## 主なメーカー
日本国内メーカー
- 寺岡精工
- カシオ計算機
- 東芝テック（旧・テック←東京電気）
- シャープ
- TBグループ（旧・東和メックス←東和エスポ）
- NECプラットフォームズ（旧・NECインフロンティア←日通工←日本通信工業、NEC）
- 静岡アスター
- アルファクス・フード・システム
- イシダ
- セイコーエプソン
- Airレジ
- ポスタス
- スマレジ
- ユビレジ
- 日本金銭機械
- 日立情報通信エンジニアリング
- 富士通フロンテック（旧・富士通機電）

その他のメーカー
- NCR - 日本NCR
- Wincor Nixdorf
- 東芝グローバルコマースソリューション （旧・IBM - 日本IBM、東芝テックに事業売却）
- 東和レジスター